# Beilschmiedia chevalieri
Beilschmiedia chevalieri är en lagerväxtart som beskrevs av Robyns & Wilczek. Beilschmiedia chevalieri ingår i släktet Beilschmiedia och familjen lagerväxter. Inga underarter finns listade i Catalogue of Life.